# Fotodissociatie
Fotodissociatie of fotolyse (Grieks: phoos, gen. phootos = licht; lusis = losmaking) is een chemische ontledingsreactie waarbij een molecuul uit elkaar valt (dissocieert) door het opnemen van een foton.
Fotodissociatie is een belangrijk proces in de astronomie. Door het vacuüm van de ruimte kunnen moleculen en vrije radicalen langdurig bestaan. Fotodissociatie is dan een van de belangrijkste afbraakprocessen.
Voorbeelden van fotodissociatie zijn:
H2O + hν ⇒ H + OH

CH4 + hν ⇒ CH3 + H
Hierbij staat hν voor een foton. De opname van het foton zorgt ervoor dat het molecuul harder gaat vibreren. Hierdoor wordt de afstand tussen de atomen in het molecuul steeds groter tot de dissociatie een feit is. In kwantumchemische termen wordt het molecuul aangeslagen vanuit de gebonden grondtoestand naar een dissociatieve aangeslagen toestand.

## Fotosynthese

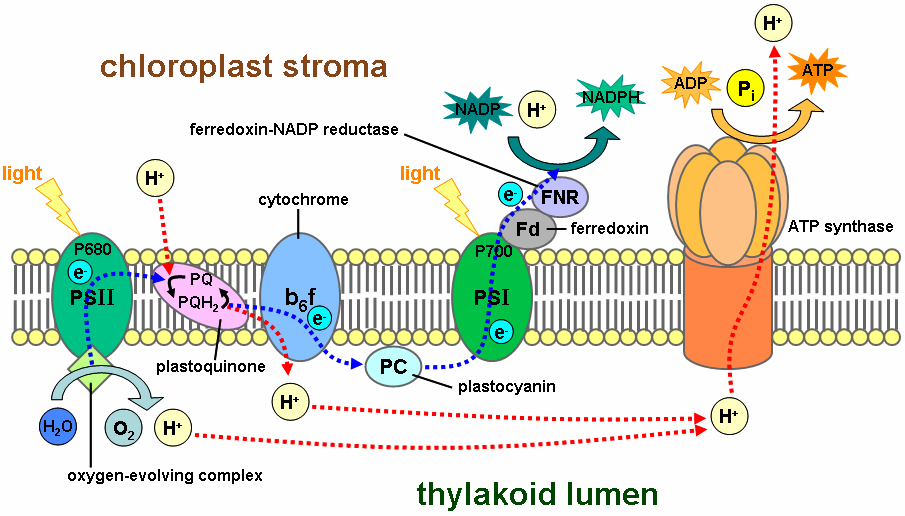
Fotolyse door lichtafhankelijke reacties van de fotosynthese op het membraan van een thylakoïde.

Fotolyse is onder meer een onderdeel van de lichtreactie in de fotosynthese. Hierbij wordt water gesplitst in elektronen, protonen en zuurstof onder invloed van licht. De elektronen komen via de elektronentransportketen uiteindelijk bij NADPH terecht. De protonen worden later gebruikt bij de vorming van ATP. De zuurstof komt vrij.

## Fotografie
In de conventionele fotografie wordt ook gebruikgemaakt van fotolyse. De lichtgevoelige zilverhalogeniden (meestal zilverchloride) vallen onder invloed van licht uiteen waarbij zwart metallisch zilver ontstaat. Deze fotolyse is echter maar zeer gedeeltelijk. Pas achteraf, tijdens het ontwikkelen van het negatief of de foto, wordt zoveel zilver gevormd dat het beeld zichtbaar wordt.

## Radicaalvorming

### Ozon
Ozon ontstaat van nature in de atmosfeer onder invloed van elektrische ontladingen (zoals tijdens onweer) en door ultraviolette straling met een golflengte onder 240 nm in de bovenste lagen van de atmosfeer (de stratosfeer). In eerste instantie valt zuurstofgas uiteen in twee reactieve zuurstofradicalen:
{\displaystyle \mathrm {O_{2}\ {\xrightarrow {\ \ h\nu \ \ }}\ 2\ O^{\cdot }} }
Dit radicaal kan reageren met zuurstofgas tot ozon:
{\displaystyle \mathrm {O_{2}\ +\ O^{\cdot }\ \longrightarrow \ O_{3}} }
Op deze hoogte is ozon zeer gewenst, omdat het daar een laag vormt (de ozonlaag) en de schadelijke ultraviolette straling van de zon tegenhoudt. Het ondergaat immers fotolyse onder invloed van uv-licht:
{\displaystyle \mathrm {O_{3}\ {\xrightarrow {\ \ h\nu \ \ }}\ O_{2}\ +\ O^{\cdot }} }
Zonder deze ozonlaag zou meer uv-licht het aardoppervlak bereiken, waardoor het leven op aarde meer bemoeilijkt zou worden: er zou meer huidkanker optreden, aantasting van chlorofyl en van microflora, zoals kleinere organismen (plankton).

### Joodmethaan
Een ander bekend voorbeeld is de fotolyse van joodmethaan, dat bij bestraling met licht van 230 tot 250 nm overgaat in methylradicalen (CH3) en jodium: 
{\displaystyle \mathrm {CH_{3}I\ {\xrightarrow {\ \ h\nu \ \ }}\ CH_{3}^{\cdot }\ +\ I^{\cdot }} }
De gevormde radicalen kunnen recombineren, maar de methylradicalen kunnen nog verder reactie met joodmethaan aangaan: 
{\displaystyle \mathrm {CH_{3}^{\cdot }\ +\ CH_{3}I\ \longrightarrow \ CH_{4}\ +\ CH_{2}I^{\cdot }} }